# Adolf Schimmelpfennig

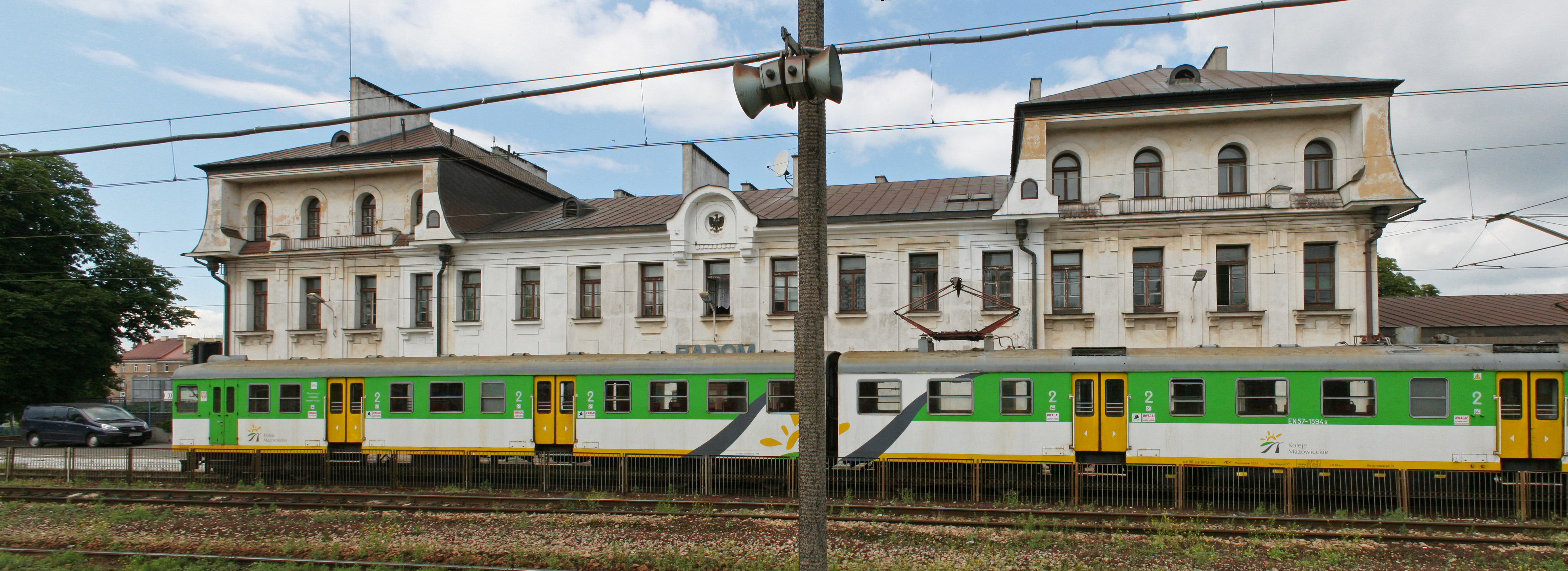
Dworzec radomski

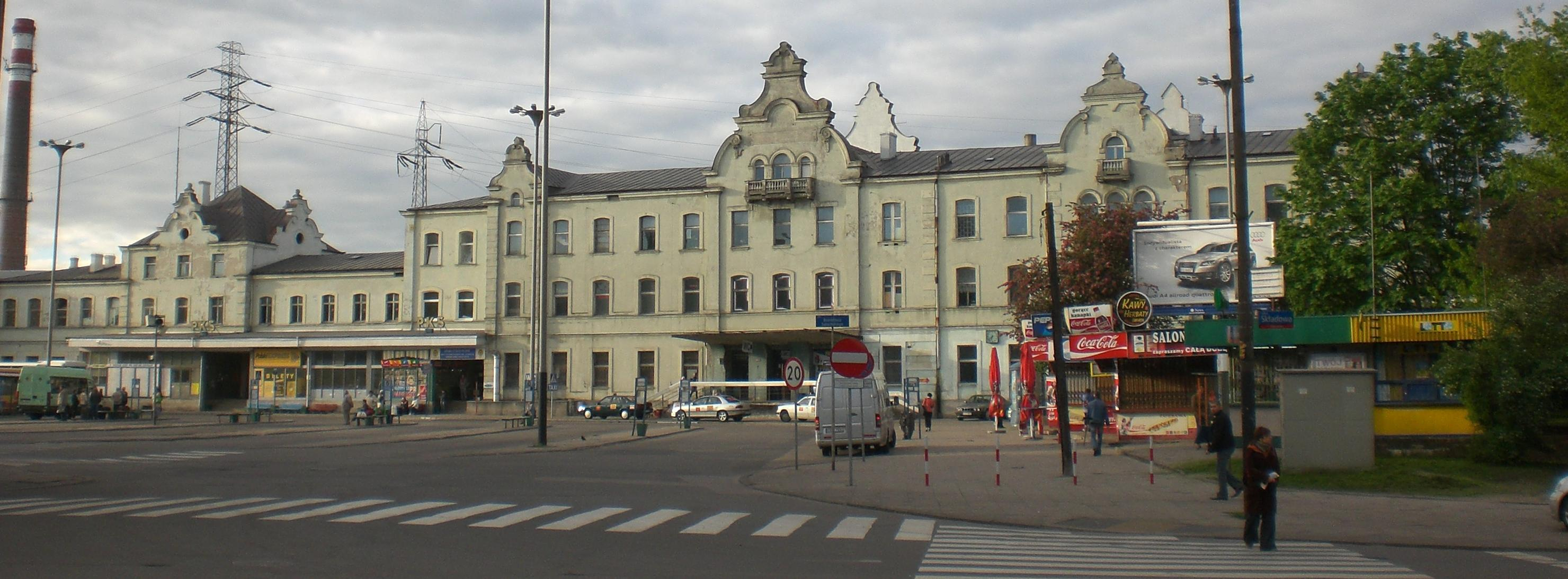
Dworzec Łódź Fabryczna przed przebudową w latach 2011–2015

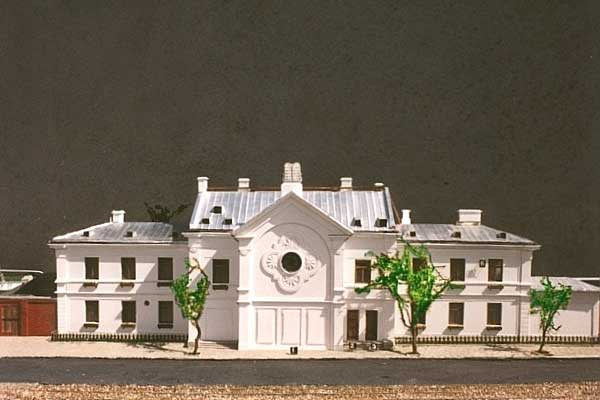
Makieta synagogi cmentarnej w Warszawie projektu Adofla Schimmelpfenniga

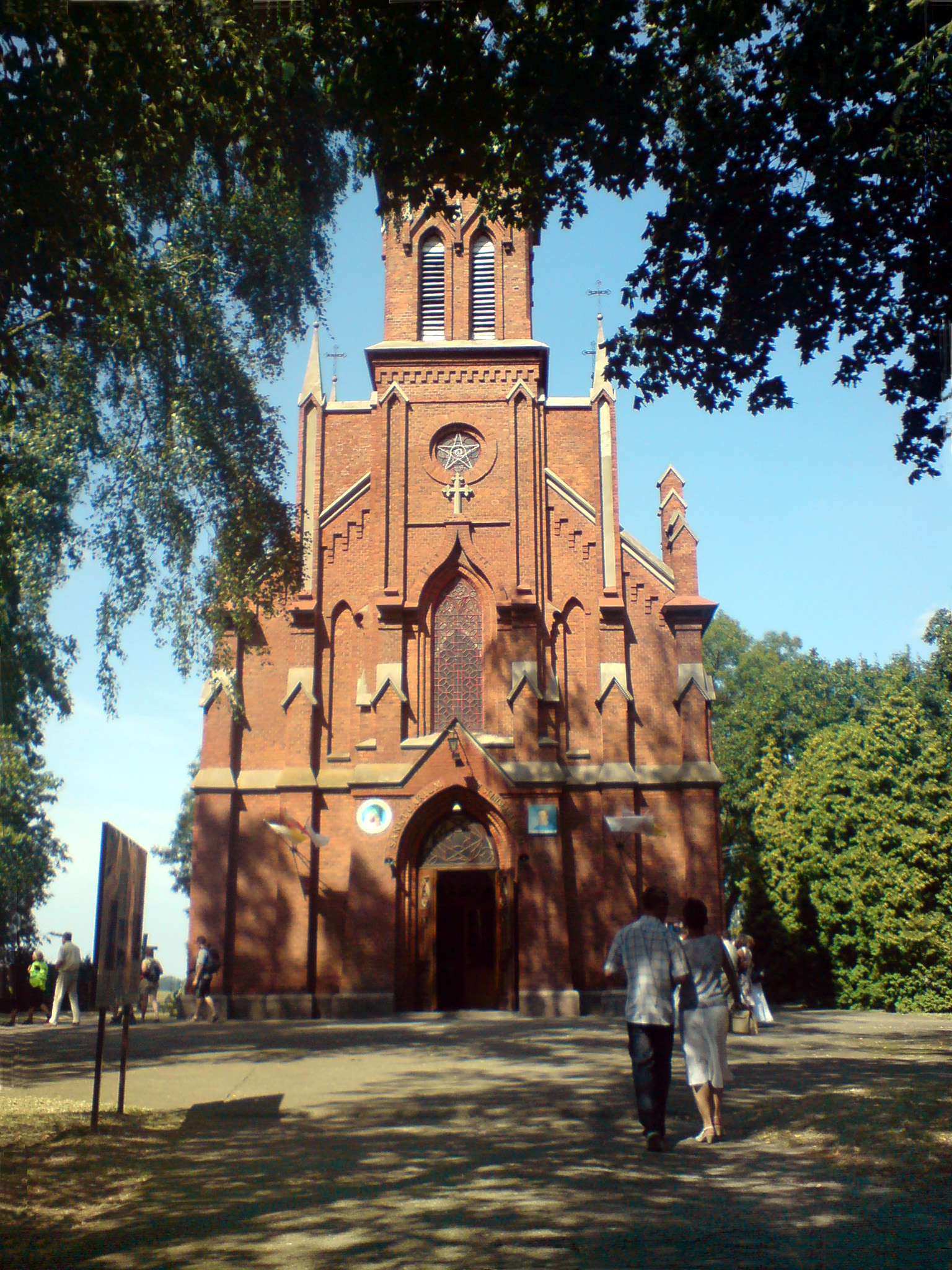
Kościół w Rostkowie, pow. przasnyski

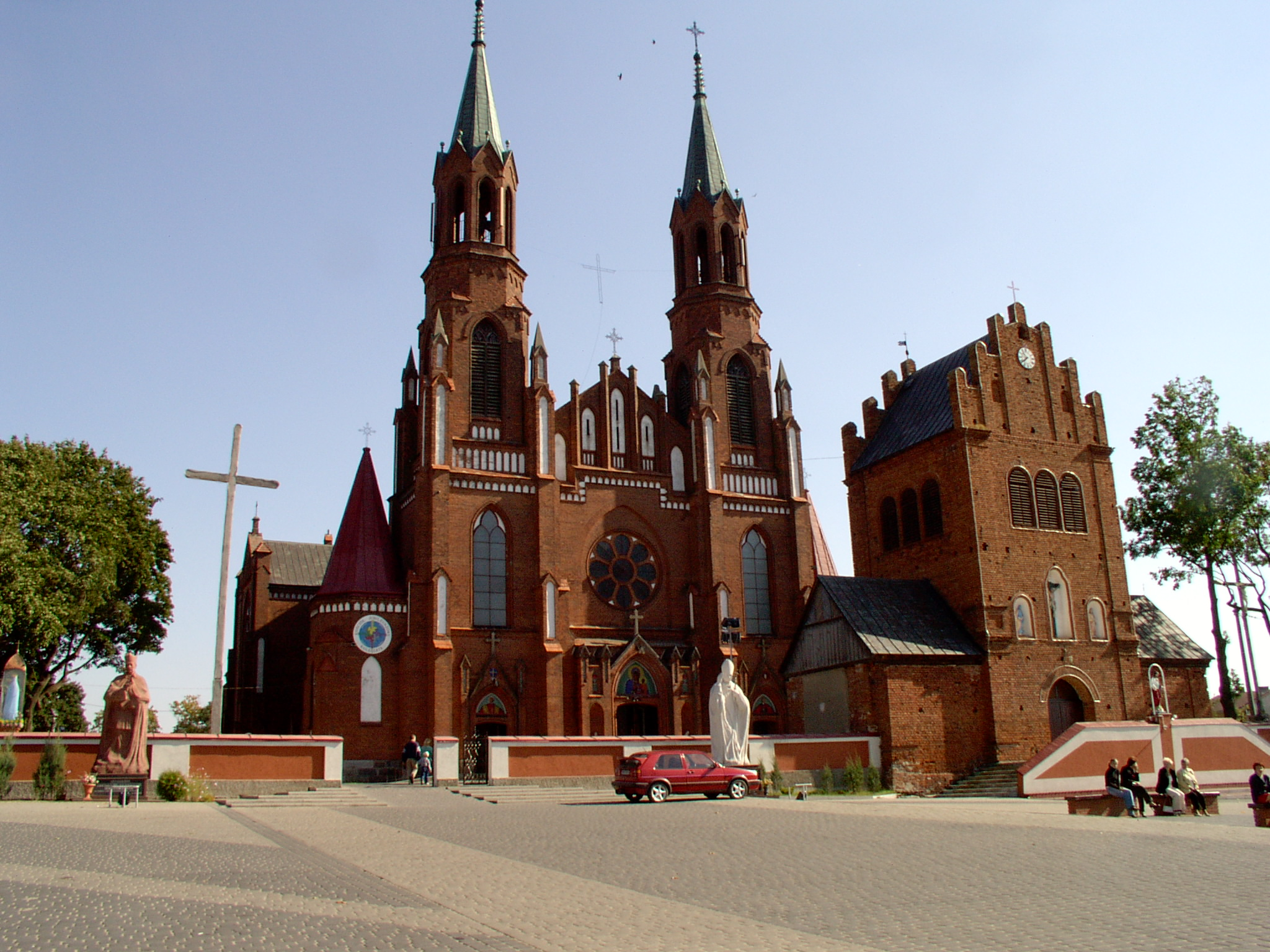
Kolegiata Trójcy Przenajświętszej w Myszyńcu

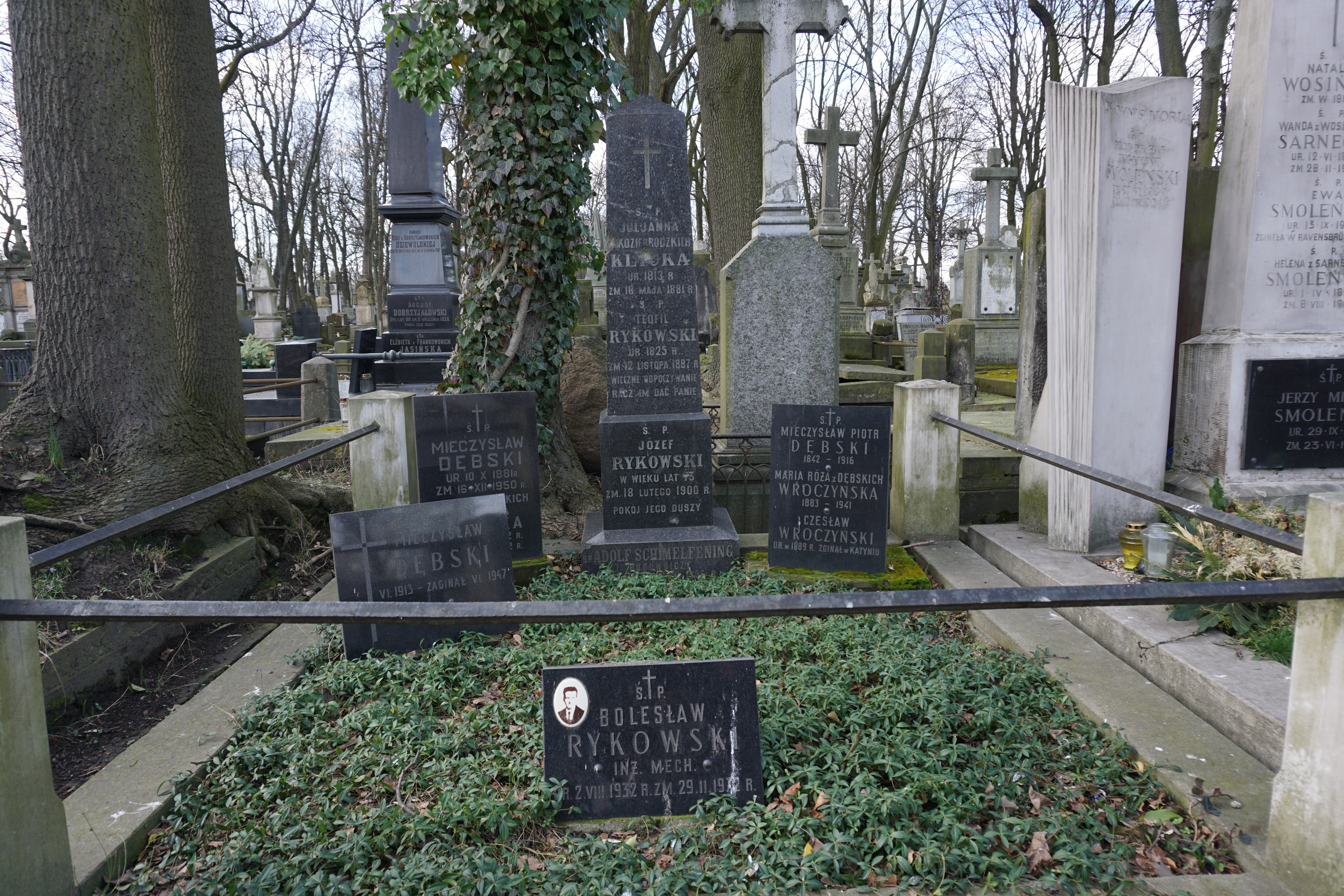
Grób Adolfa Schimmelpfenniga na cmentarzu Powązkowskim

Adolf Wilhelm Schimmelpfennig (Schimelfening) (ur. 8 lutego 1834 w Płocku, zm. 29 czerwca 1896 w Warszawie) – polski architekt ze spolszczonej rodziny holenderskiej.

## Życiorys
Adolf Schimmelpfennig urodził się w 1834 roku w Płocku w luterańskiej, osiadłej w Polsce rodzinie Schimmelpenninck van der Oye o holenderskich korzeniach. Jego ojciec, Jan Wilhelm, był nadrachmistrzem w wydziale skarbowym Komisji Województwa Płockiego. Matką była Karolina z Bironów. Swoją edukację rozpoczął w płockim gimnazjum klasycznym, po którego ukończeniu kontynuował naukę w Szkole Sztuk Pięknych w Warszawie. Po studiach rozpoczął pracę jako aplikant budowniczy Komisji Rządowej Spraw Wewnętrznych, gdzie pracował pod kierunkiem Władysława Marconiego. Po pewnym czasie rozpoczął również praktykę prywatną. Po zrealizowaniu pierwszych zleceń (szczególnie projekt pałacu w Krasnem) za zarobione w ten sposób pieniądze pojechał na krótkie studia do Włoch. Po powrocie złożył w dniu 2 lipca 1861 roku egzamin przed Radą Budowniczą i otrzymał patent wolno praktykującego budowniczego II klasy.
Adolf Schimmelpfennig – wraz z Edwardem Cichockim, Janem K. Heurichem i Zygmuntem Kiślańskim – wygrał w 1864 roku konkurs na projekt odbudowy spalonego w powstaniu styczniowym warszawskiego ratusza (Pałac Jabłonowskich) na Placu Teatralnym. Miał to być wielki, neogotycki kompleks, zajmujący prawie całą północną pierzeję placu. Ingerencje wojskowych władz rosyjskich uniemożliwiły realizację tego projektu.

## Rodzina
W 1860 roku – realizując zlecenie przebudowy dworu Eugeniusza Rykowskiego (zm. 1861) w Krzynowłodze Wielkiej – poznał żonę właściciela, Walerię z Klickich (1833–1880), córkę bratanka generała Stanisława Klickiego. Po śmierci jej męża zamieszkali razem w Warszawie przy ul. Smolnej 7. W 1865 roku wziął ślub w obrządku rzymskokatolickim. Wraz z żoną wychował troje dzieci z jej pierwszego małżeństwa: Paulinę, zamężną Dębską (1858–1923), prababkę Ewy Nowackiej, Kazimierę, zamężną Kłoczowską (1859–1929), babkę Jerzego Kłoczowskiego, oraz Stanisława (1860–1928), męża Bronisławy z Żórawskich, córki Juliusza Żórawskiego.
Po małżeństwie z Walerią osiadł w Krzynowłodze Wielkiej i projektował głównie kościoły i dwory w okolicy, choć wiele z jego projektów było realizowanych aż do końca XIX wieku.
Pochowany został na cmentarzu Ewangelicko-Augsburskim w Warszawie lub w grobie rodzinnym Rykowskich na cmentarzu Powązkowskim (kwatera 178-1-28/29).

## Ważniejsze dzieła
- dworzec kolejowy w Radomiu
- pałac w Krasnem dla Elizy z Branickich Krasińskiej, wdowy po Zygmuncie Krasińskim i jej drugiego męża – Ludwika Krasińskiego (pałac został zburzony po 1939 roku)
- dworzec Łódź Fabryczna (1868)
- dworzec kolejowy stacji Koluszki
- budynki przy linii z Dęblina do Dąbrowy Górniczej
- kościół parafialny (bazylika neoromańska) w Chorzelach w latach 1872–1878, do której dostawił wieżę w 1889 roku
- synagoga cmentarna w Warszawie (1877)
- neorenesansowa kaplica grobowa (fundacja jego żony) przy kościele parafialnym w Krzynowłodze Wielkiej, połączona z kościołem - w latach 1886–1889 przebudowanym w stylu neoromańskim
- eklektyczny pałacyk Rykowskich w Krzynowłodze Wielkiej z wieżą i asymetrycznym portykiem (w miejscu wcześniejszego dworu)[4]
- dwór w Bogdanach Wielkich dla pasierbicy Kazimiery Rykowskiej (między 1886 a 1890)[4]
- teatr letni w Ciechocinku (1890)
- neogotyckie sanktuarium św. Stanisława Kostki w Rostkowie (realizacja w latach 1895–1900 przez Antoniego Wójcickiego)
- neogotycka bazylika kolegiacka Trójcy Przenajświętszej w Myszyńcu (projekt zrealizowany przez Franciszka Przecławskiego w latach 1909–1922)
- reprezentacyjne kamienice przy Nowym Świecie i ul. Chmielnej w Warszawie.

## Działalność społeczna i publicystyczna
Schimmelpfennig był w latach 1875–1878 członkiem Komitetu Towarzystwa Zachęty Sztuk Pięknych (TZSP) i kasjerem jego zarządu w 1875 i 1876 roku.
Brał udział w wielu konkursach architektonicznych, wystawiając swoje prace m.in. w TZSP w latach 1871–1873 i dwukrotnie uzyskując jego nagrody: w 1872 roku za projekt Domu Zabawy Publicznej i w 1873 roku za projekt kościoła. Później był również sędzią w konkursach architektonicznych.
Publikował artykuły fachowe i recenzje projektów innych architektów (m.in. Stefana Szyllera i Józefa Dziekońskiego) w „Przeglądzie Technicznym” i „Gazecie Przemysłowo-Rzemieślniczej”.